# Lycosa illicita
Lycosa illicita är en spindelart som beskrevs av Willis J. Gertsch 1934. Lycosa illicita ingår i släktet Lycosa och familjen vargspindlar. Inga underarter finns listade i Catalogue of Life.